# Teen Beach Movie
Teen Beach Movie (previamente titulada Teen Beach Musical) es una película original de Disney Channel de 2013. Dirigida por Jeffrey Hornaday y protagonizada por Ross Lynch, Maia Mitchell, Grace Phipps y Garrett Clayton.  
La historia gira alrededor de dos jóvenes amantes del surf que se teletransportan accidentalmente a una famosa película musical ambientada en la década de 1960. Se estrenó en Estados Unidos el 19 de julio de 2013 por Disney Channel, en Hispanoamérica el 11 de agosto de 2013 y en España el 13 de septiembre de 2013. La película fue filmada en Puerto Rico. Tiene una secuela estrenada el 26 de junio de 2015 titulada Teen Beach 2.

## Argumento
La película trata sobre dos surfistas que tienen el verano de sus vidas. Mackenzie (Maia Mitchell) le trata de decir a Brady (Ross Lynch), su novio, que va a ir a una preparatoria lejos de la playa ya que hizo una promesa, pero él se entera a través de su tía, y quiere que sigan estando juntos, pero Mack no quiere que sufra esperándola. Luego le dice a Brady que le hubiera gustado que el verano hubiese durado más tiempo. Al siguiente día, hay unas olas muy grandes y muy peligrosas que sólo se ven cada 30 años y Mack no se resiste y va surfear ya que pasará mucho tiempo y quizás no las vea nunca más. Cuando está surfeando, el clima se oscurece y Brady va a socorrerla.
Mack se enoja con Brady, pues ella quiere surfear. Los dos viajan a través de la tabla del abuelo de Mack, a una película de 1962 llamada "Amor sin Arenas", allí ellos ven a un grupo de adolescentes que cantan "Surfer Crazy". Aquí Brady se da cuenta de que está dentro de su película favorita y se emociona y empieza a cantar con ellos. Después de conocer a los personajes, Brady empieza a cantar Cruisin' for a Bruisin' junto con los "roedores", la banda de motociclistas, ya que son invitados a una fiesta. Mack se quiere ir pero ambos tienen una discusión donde se entrometen y cambian la película. Pues, mientras que Lela (Grace Phipps) canta "Falling for Ya", ya que Mack cae en los brazos de Tanner (Garret Clayton), Lela cae en los de Brady, y eso les afecta, ya que si Tanner y Lela se enamoran de Mack y Brady, respectivamente, cambian la continuación de la película.
Luego que Brady y Mack se dan cuenta de esto tratan de juntarlos para que la película siga su curso, que Lela y Tanner destruyeran la máquina que dos sujetos crearon, pero parece imposible hasta que Mack elabora un plan y le dice a Lela que Brady le podía enseñar a surfear ya que ese es su sueño, Mack lleva a Tanner a caminar pero lo deja sólo, él se encuentra con Lela y se enamoran, mientras que Mack y Brady son raptados por Less Camember (Steve Valentine) y su ayudante el Dr. Fusión (Kevin Chamberlin) que hicieron la máquinas del clima que alejara a los surfers y oxidará las motos de los motociclistas. Ya que ellos quieren comprar el lugar de "Big Momma's" para convertirlo en un hotel de lujo. Lela y Tanner que estaban esperando a Mack y Brady en la playa, Tanner se da cuenta de que en realidad no ama a Mack, ni Lela a Brady, y es allí donde Lela y Tanner se enamoran (consiguiendo así que la película tomara su verdadero curso).
Entonces Lela y Tanner se dan cuenta de que Mack y Brady fueron raptados, y unen a los surferos y motociclistas, diciéndoles que ya había sido suficiente tantos conflictos entre ellos y van a salvarlos, allí los liberan y destruyen la máquina del clima, así los villanos se dan cuenta de que eran parte de una película. Mack y Brady son rescatados, gracias a los motociclistas y los surfistas, luego se dan cuenta de que la película ya había terminado y se despiden de todos y se van gracias a la tormenta que se formó por la destrucción de la máquina, Lela le da un collar de amistad eterna a Mack (ya que en la película se habían vuelto muy amigas) y ella lo guarda. Luego Brady y Mack regresaron a la playa, Mack le dice a su tía que no va a ir a esa preparatoria, pues ella se dio cuenta de que eso no era lo que quería y su tía la entiende. La película termina con Brady, Mack, su tía y su abuelo bailando y cantando "Surf's Up" en la playa junto a una gente de allí.
En una escena poscréditos, se nota que Lela, Tanner, Butchy, Secat, Giggles y algunos chicos de Amor sin Arenas van al mundo de Mack y Brady, y un chico con una cresta piensa que se han perdido y les da un móvil para que pidan ayuda, y estos se asustan ya que son de los años 60, y en esa época no había móviles.

## Reparto
- Ross Lynch como Brady.[2]
- Maia Mitchell como McKenzie.[2]
- Grace Phipps como Lela.[2] (Lila en Hispanoamérica; Leila en España).[3]
- Garrett Clayton como Tanner.[2]
- John DeLuca como Butchy.[2]
- Chrissie Fit como Cheechee.[2] (Gigi en Hispanoamérica)[3]
- Suzanne Cryer como Tía Antoinette.
- Barry Bostwick como Big Poppa.
- Kevin Chamberlin como Dr. Fusión.[2][3]
- Steve Valentine como Les Camembert.[2]
- Jordan Fisher como Seacat.[4]
- Kent Boyd como Rascal.
- Mollee Gray como Giggles.
- William Loftis como Lugnut.
- Jessica Lee Keller como Struts.
- Caitlynn Lawson como Kiki.

## Producción
La preproducción de la película comenzó en enero de 2012. Teen Beach Movie es la tercera película de Disney Channel filmada en Puerto Rico, las dos primeras fueron Princess Protection Program y Wizards of Waverly Place: The Movie. El 28 de marzo de 2012, la prensa local de Puerto Rico cubrió parte de la filmación de la película, que tomó lugar en la isla. La mayoría de las escenas en la playa tuvieron lugar en Fajardo, en la costa este de la isla, mientras que las escenas de interior, como la habitación de McKenzie, un restaurante de estilo diner, con mucho espacio para los números musicales, y una cocina, fueron filmados dentro de una bodega no revelada en Bayamón. En ese tiempo, el título del proyecto era Teen Beach Musical.
Mariella Pérez Serrano, la entonces directora ejecutiva de la Corporación de Cine de Puerto Rico y Carlos Aníbal Vázquez, jefe de producción, eran los principales responsables de la producción local de esta película. «La industria del cine se basa en gran medida en la confianza y en las recomendaciones para el trabajo que realizan. También es importante conocer a los profesionales que trabajan en el campo para promover personalmente a Puerto Rico como un destino de filmación de películas», dijo Pérez Serrano. Ella también dijo que Disney invirtió acerca de ocho millones de dólares estadounidenses para esta producción.
«Filmamos las escenas de exteriores en Fajardo», reveló Vázquez. Uno de los principales periódicos de Puerto Rico, Primera Hora, sabía, además, que el elenco del musical filmó en la casa de playa del entonces gobernador de Puerto Rico, Luis Fortuño.

## Recepción
Antes de su estreno, la película recibió fuertes comparaciones con la película de 2006 de la misma cadena Disney Channel, High School Musical, viendo a Teen Beach Movie como una apuesta más a este tipo de grandes producciones musicales. La revista Entertainment Weekly dio a la película una calificación de C, diciendo: «¿La buena noticia? Dos canciones en este intento de ingeniería inversa de una nueva High School Musical son decentes... Pero las demás son tan aburridas como la arena.» Brian Lowry de Variety escribió: «Es una lástima que los fabricantes no hicieron un poco mejor su trabajo contratando a los actores indicados para la película, pero tomada en sus propios términos, la (muy larga) película original de Disney Channel de 95 minutos se ve como una brillantemente colorida cobija playera, aunque un poco áspera en los bordes con arena.» La película recibió un total de 8,4 millones de espectadores durante su primera emisión en los Estados Unidos el 19 de julio de 2013, convirtiéndose así en la quinta película de Disney Channel más vista en su día de estreno en toda la historia, superando al estreno en 2006 de High School Musical, su frecuente comparación.

## Promoción y mercancía
Para asegurar una gran audiencia, Disney Channel mantuvo una constante y fuerte promoción para Teen Beach Movie. Se lanzaron a la venta distintos productos de la película, como juguetes, artículos escolares y música en formato además se le pago a un juego llamado Club Penguin para que realizara una fiesta basada en esta película. digital y físico.

### Banda sonora
La banda sonora de Teen Beach Movie salió a la venta en Estados Unidos y México el 16 de julio de 2013 y en Hispanoamérica el 30 de julio del 2013. Contiene doce canciones originales de la película compuestas en los ritmos de surf rock, rockabilly, Motown R&B y pop. La banda sonora de la película alcanzó la posición número 3 en el Billboard 200 en EE. UU.
| Lista de canciones |                                                                          |                                                                 |                                         |          |  |
| N.º                | Título                                                                   | Escritor(es)                                                    | Productor(es)                           | Duración |  |
| 1.                 | «Oxygen» (Maia Mitchell)                                                 | Antonina Armato                                                 | Antonina Armato Tim James               | 3:02     |  |
| 2.                 | «Surf Crazy» ('Elenco de la película)                                    | David Lawrence Faye Greenberg                                   | David Lawrence Faye Greenberg           | 3:03     |  |
| 3.                 | «Cruisin' for a Bruisin'» (Ross Lynch, Grace Phipps, Jason Evigan)       | Mitch Allan Jason Evigan Jason Charles Miller Nikki Leonti      | Mitch Allan Jason Evigan                | 3:16     |  |
| 4.                 | «Falling for Ya» (Grace Phipps)                                          | Aris Archontis Chen Neeman Jeannie Lurie                        |                                         | 3:13     |  |
| 5.                 | «Meant to Be» (Ross Lynch, Maia Mitchell, Grace Phipps, Garrett Clayton) | David Lawrence Faye Greenberg                                   | David Lawrence Faye Greenberg           | 3:41     |  |
| 6.                 | «Like Me» (Ross Lynch, Maia Mitchell, Grace Phipps, Garrett Clayton)     | Antonina Armato Tim James Thomas Sturges Jon Vetta IN-Q         | Antonina Armato Tim James               | 3:19     |  |
| 7.                 | «Meant to Be (Reprise 1)» (Grace Phipps, Garrett Clayton)                | David Lawrence Faye Greenberg                                   | David Lawrence Faye Greenberg           | 1:41     |  |
| 8.                 | «Can't Stop Singing» (Ross Lynch, Maia Mitchell)                         | Aris Archontis Chen Neeman Jeanie Lurie                         | Aris Archontis Chen Neeman Jeanie Lurie | 2:26     |  |
| 9.                 | «Meant to Be (Reprise 2)» (Maia Mitchell, Ross Lynch)                    | David Lawrence Faye Greenberg                                   | David Lawrence Faye Greenberg           | 0:35     |  |
| 10.                | «Surf's Up» (Maia Mitchell, Ross Lynch)                                  | Ali Dee Theodore Alana De Fonseca Jordan Yaegen Garrett Kotecki | Ali Dee Theodore                        | 3:02     |  |
| 11.                | «Coolest Cats in Town» (Garrett Clayton, Grace Phipps, Jason Evigan)     | Mitch Allan Jason Evigan Nikki Leonti                           | Mitch Allan Jason Evingan               | 2:46     |  |
| 12.                | «Surf crazy Finale» (Elenco de la película)                              | David Lawrence Faye Greenberg                                   | David Lawrence Faye Greenberg           | 2:32     |  |
| 42:05              |                                                                          |                                                                 |                                         |          |  |

## Lanzamientos internacionales
| País | Canal                                             | Estreno                                      | Título                                                         | Referencias      |
| --- | ------------------------------------------------- | -------------------------------------------- | -------------------------------------------------------------- | ---------------- |
| Mundo árabe | Disney Channel Medio Oriente                      | septiembre de 2013                           | Teen Beach Movie                                               | [cita requerida] |
| Dinamarca · Noruega · Suecia | Disney Channel Scandinavia                        | 13 de septiembre de 2013                     | Teen Beach Movie                                               | [ 16 ] [ 17 ]    |
| Francia · Luxemburgo · Suiza · Bélgica · Andorra | Disney Channel Francia                            | 17 de septiembre de 2013                     | Teen Beach Movie                                               | [ 18 ]           |
| Italia | Festival de Cine de Giffoni Disney Channel Italia | 20 de julio de 2013 14 de septiembre de 2013 | Teen Beach Movie                                               | [ 19 ]           |
| Alemania | Disney Channel Alemania                           | 20 de julio de 2013                          | Teen Beach Movie                                               | [ 20 ] [ 21 ]    |
| Portugal | Disney Channel Portugal                           | 13 de septiembre de 2013                     | Teen Beach Movie                                               | [ 22 ]           |
| España | Disney Channel España                             | 13 de septiembre de 2013                     | Teen Beach Movie                                               | [ 23 ]           |
| Países Bajos | Disney Channel Países Bajos / Flandes             | 30 de agosto de 2013                         | Teen Beach Movie                                               | [ 24 ]           |
| Bélgica | Disney Channel Países Bajos / Flandes             | 30 de agosto de 2013                         | Teen Beach Movie                                               | [ 24 ]           |
| Australia | Disney Channel Australia                          | 09 de agosto de 2013                         | Teen Beach Movie                                               | [ 25 ]           |
| Reino Unido Irlanda | Disney Channel Reino Unido e Irlanda              | 19 de julio de 2013                          | Teen Beach Movie                                               | [ 26 ]           |
| Canadá | Family                                            | 19 de julio de 2013                          | Teen Beach Movie                                               | [ 26 ]           |
| Estados Unidos | Disney Channel Estados Unidos                     | 19 de julio de 2013                          | Teen Beach Movie                                               | [ 26 ]           |
| Puerto Rico | Disney Channel Estados Unidos                     | 19 de julio de 2013                          | Teen Beach Movie                                               | [ 27 ]           |
| Singapur Malasia Filipinas | Disney Channel Asia                               | 04 de agosto de 2013                         | Teen Beach Movie                                               | [ 28 ]           |
| Brasil | Disney Channel Brasil                             | 11 de agosto de 2013                         | Teen Beach Movie                                               | [ 26 ]           |
| Argentina · Bolivia · Chile · Colombia · Cuba · Costa Rica · Ecuador · El Salvador · Guatemala · Honduras · Nicaragua · México · Panamá · Paraguay · Perú · República Dominicana · Uruguay · Venezuela | Disney Channel Latinoamérica                      | 11 de agosto de 2013                         | Teen Beach Movie                                               | .                |
| Quebec | VRAK.TV                                           | 30 de agosto de 2013                         | Teen Beach Movie                                               | [ 32 ]           |
| República Checa | Disney Channel República Checa                    | 14 de septiembre de 2013                     | Teen Beach Movie                                               | [ 33 ]           |
| Hungría | Disney Channel Hungría                            | 14 de septiembre de 2013                     | Teen Beach Movie                                               | [cita requerida] |
| Grecia | Disney Channel Grecia                             | 20 de septiembre de 2013                     | Παραλία των Εφήβων: Η ταινία (Beach of Adolescents: The Movie) | [ 34 ]           |
| Israel | Disney Channel Israel                             | 26 de agosto de 2013                         | חוף מהסרטים (Beach From The Movies)                            | [ 35 ]           |
| Turquía | Disney Channel Turquía                            | septiembre de 2013                           | Gençlik Plajı Filmi (Young Beach Movie)                        | [ 36 ]           |
| Serbia | Disney Channel (Serbia)                           | 20 de septiembre de 2013                     |                                                                | [ 37 ]           |
| Bulgaria | Disney Channel Bulgaria                           | 21 de septiembre de 2013                     | Плажен Тийн Филм                                               | [ 38 ]           |

## Secuela
Una secuela titulada Teen Beach 2 se estrenó el 26 de junio de 2015.